# Саво (острів)

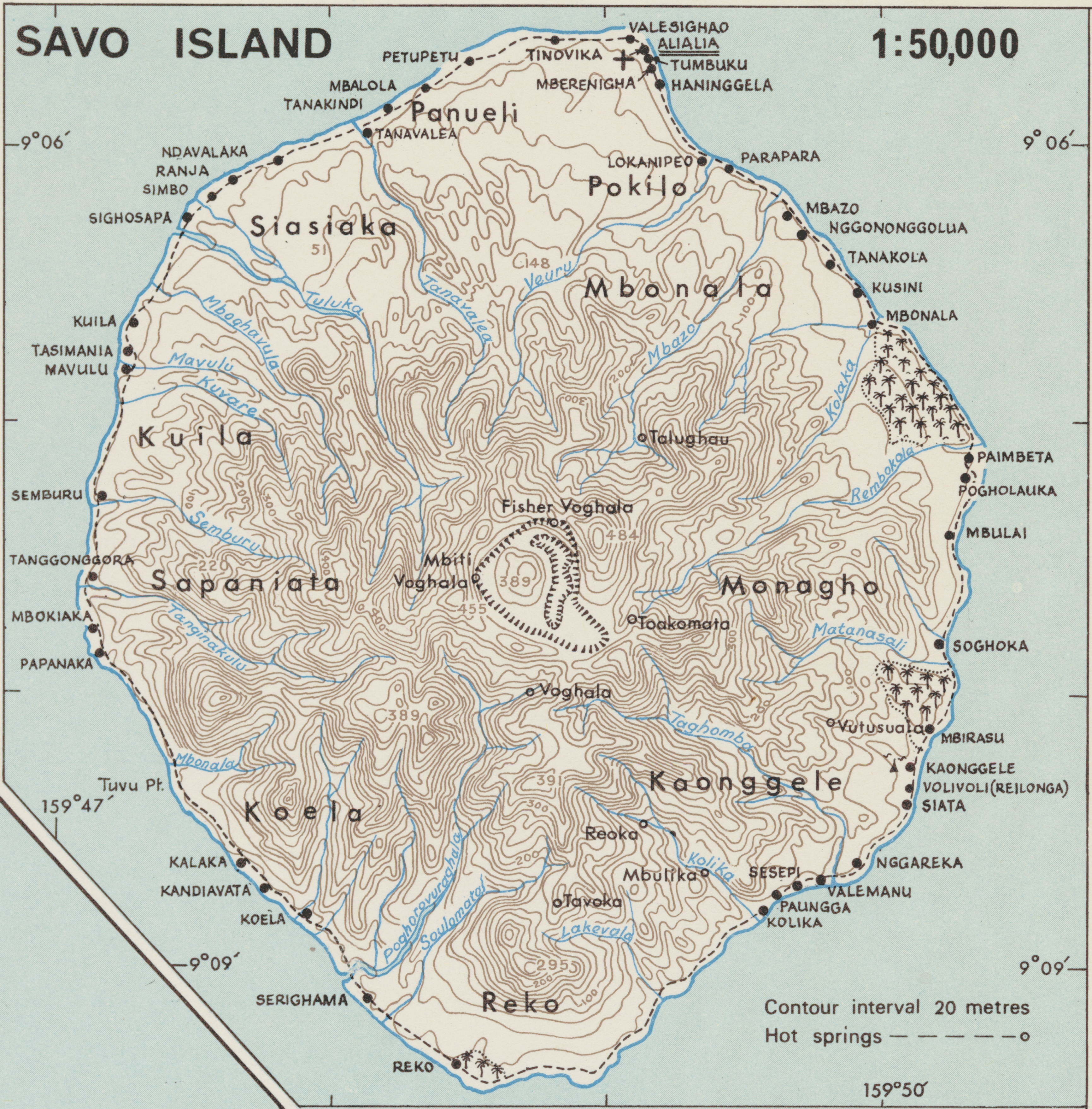
Топографічна карта острова Саво (1968) із зазначенням висот у метрах

Острів Саво — острів Соломонових Островів на південному заході південної частини Тихого океану. В адміністративному плані острів Саво входить до складу Центральної провінції Соломонових Островів. Розташований приблизно 35 км від столиці Хоніара. Головне село — Аліалія, на півночі острова.
Корінною мовою саво є мова савосаво, східно-папуаська мова. На острові Саво також є меншість носіїв гела.
Води, що оточують острів, були місцем п'яти з семи великих морських битв під час битви за Гуадалканал у війні на Тихому океані. В результаті цих битв на південний схід від острова багато залишків кораблів, бухта відома як Залізне дно. Затонули кораблі біля узбережжя дуже популярні серед дайверів.

## Географія
Саво майже круглу форму, розміром приблизно 6 на 7 км Знаходиться 15 км на північний схід від мису Есперанс, північний край Гуадалканалу. Найвища точка острова — стратовулкан висотою 485 м, який востаннє вивергався між 1835 і 1847 рр. Виверження було настільки сильним, що знищило все живе на острові. Більш давнє виверження відбулося в 1568 році. За даними Всесвітньої організації вулканічних обсерваторій (WOVO), вулкан активізується кожні 100—300 років. На острові знаходяться гейзери, гарячі грязьові озера і гарячі джерела.

### «Яйцеві поля»
Острів Саво відомий своїми «яєчними полями» великоногових, птахів, які відкладають тут свої яйця та ховають їх у теплий пісок для інкубації. Яйця викопують місцеві жителі і вважаються місцевою стравою. Яйця трохи більші за качине і використовуються для приготування омлетів та інших страв.

## Історія

### Відкриття та дослідження європейцями
Перше зареєстроване спостереження острова Саво європейськими дослідниками відбулося під час іспанської експедиції Альваро де Менданья де Нейра у квітні 1568 року. Точніше, це було пов'язано з місцевим дослідницьким рейсом, здійсненим на невеликому човні, згідно з повідомленнями, на бригантині, під командуванням местре де кампо Педро де Ортега Валенсія та з Ернаном Галлего як пілота. Вони нанесли на карту вулканічний острів як Сесарга. Враховуючи, що керівники експедиції Менданья та космограф Педро Сарм'єнто де Гамбоа були вихідцями з Галісії в Іспанії, ймовірно, він отримав таку назву на честь однойменного острова в цьому регіоні.
15 березня 1893 року острів Саво було оголошено частиною протекторату Британських Соломонових Островів. Острів був окупований Японською імперією на ранніх етапах Тихоокеанської війни.

### Друга Світова війна
Через свою близькість до острова Гуадалканал і гострий характер битв за контроль над Соломоновими Островами острів Саво брав фігурував у багатьох військово-морських боях під час кампанії на Соломонових Островах. Він найбільш відомий як місце кількох морських битв, які велися в сусідньому "залізному ботфорті "під час Другої світової війни між військово-морськими силами союзників та Імператорським флотом Японії.

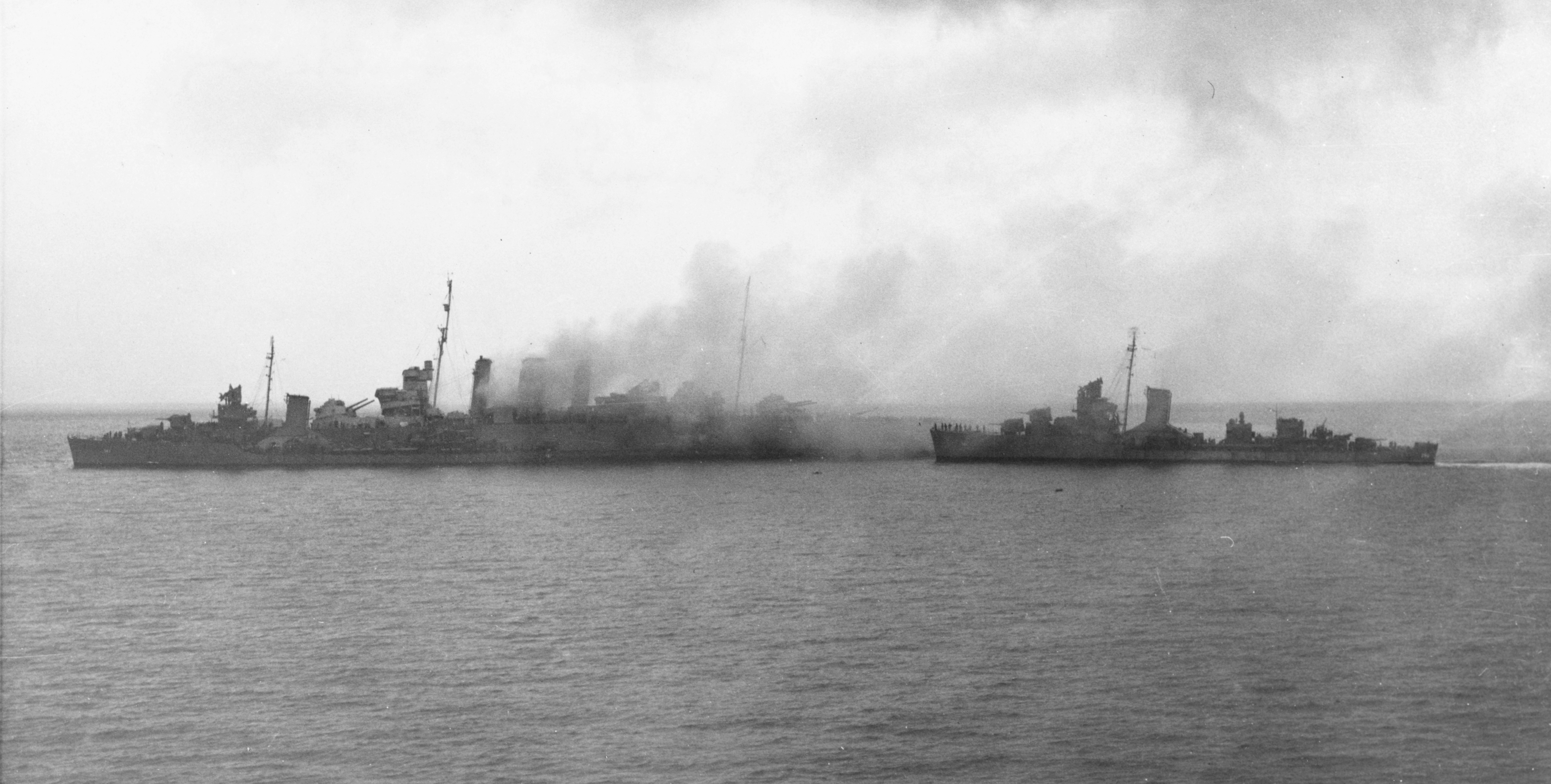
Есмінці знімають екіпаж з HMAS Canberra після битви за острів Саво, 9 серпня 1942 року. USS Blue знаходиться поруч із ' носовою частиною Канберри, коли USS Patterson наближається з корми.

Список морських битв Другої світової війни, що відбулися в околицях острова Саво:
- Битва за острів Саво, 9 серпня 1942 р.
- Битва за мис Есперанс (спочатку відома як «Друга битва за острів Саво»), 11–12 жовтня 1942 р.
- Морська битва за Гуадалканал, 13–15 листопада 1942 р.
- Битва під Тассафаронгою, 30 листопада 1942 р.

З 1978 року острів входить до складу незалежної держави Соломонові Острови.